# Marcel Deprez
Pour les articles homonymes, voir Deprez.
Ne doit pas être confondu avec Marcel Depré.
Marcel Deprez, né le 12 décembre 1843 à Aillant-sur-Milleron (Loiret) et mort le 13 octobre 1918 à Vincennes, est un ingénieur français ayant essentiellement travaillé sur l'électricité. De 1876 à 1886, Deprez mène les premiers essais de transport d'électricité sur de longues distances à Creil. À l'Exposition internationale d'Électricité de Paris en 1881, il présente pour la première fois une installation de distribution d'énergie électrique alimentée par deux dynamos.

## Formation
Élève à l'école des Mines (promotion 1864) .

## Les premières réalisations

### Exposition internationale d'électricité de Paris 1881
L'installation électrique alimentée en courant continu par deux génératrices transmet par un câble de 1,8 km la puissance à 27 appareils (machines et dispositifs d'éclairage) répartis dans le Palais de l'Industrie.

### Allemagne
Son premier succès eut lieu en 1882, en distribuant de l'électricité en courant continu sur une distance de 57 kilomètres entre Miesbach et Munich, à l'occasion de l'Exposition d'électricité de Glaspalast organisée par Oskar von Miller, succès qui reste modeste dans la mesure où le transport de 400 W avait un rendement global de 30 %.

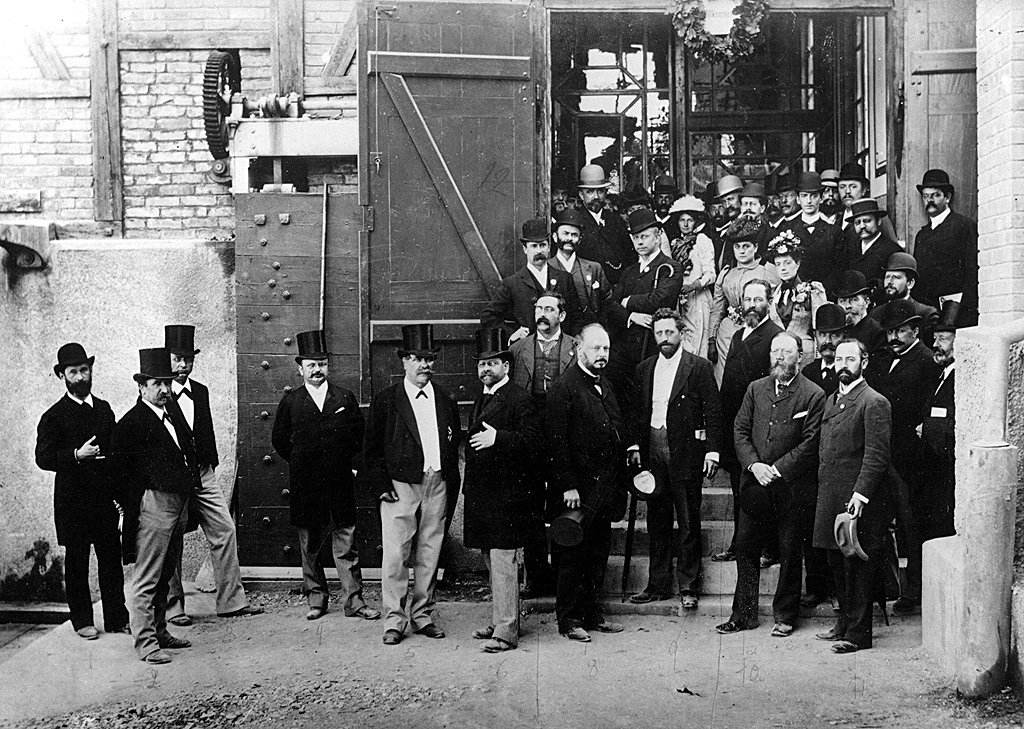
Marcel Deprez (1er rang, 4e à partir de la droite) à l'inauguration de la centrale électrique de Lauffen-am-Neckar (12 septembre 1891).

### Liaison Creil Paris
Deprez mène également d'autres expérimentations en 1883 entre Jarrie et Grenoble. En 1885, entre la gare du Nord et la ville de Creil, le courant est transporté sur une distance de 56 km au travers d'une paire de fils de cuivre de 5 mm de diamètre et de résistance totale égale à 100 ohms. Selon Marcel Deprez, la puissance transmise aux machines réceptrices est de l'ordre de 40 chevaux avec un rendement global proche de 50 % . Très rapidement ces résultats seront contestés, en particulier par Gustave Cabanellas,. Le débat sera clos par l’apparition du transport de l'électricité en courant alternatif.

### Bourganeuf dans le Limousin
La ville de Bourganeuf fut la troisième ville française à recevoir l'électricité en 1886. Mais les eaux du ruisseau le Verger, qui avait accueilli la dynamo de sa première usine, furent trop basses pendant l'été de 1886 pour alimenter correctement les 60 lumières de Bourganeuf. On décida alors d'utiliser la cascade des Jarrauds d'une hauteur de 14 mètres et qui, elle, pouvait assurer une production largement suffisante. Mais cette cascade était située à 14 kilomètres de Bourganeuf.
C'est à l'initiative de l'ingénieur Marcel Deprez et après trois ans d'études et un an de travaux effectués sous sa direction de juillet 1888 à avril 1889 que les installations des usines de la cascade des Jarrauds et de Bourganeuf furent les premières en France où on transporta l'électricité sur une telle distance. L'installation comprenait une turbine hydraulique de 130 CV et une génératrice de 100 CV. Le câble électrique qui reliait les deux sites avait un diamètre de 5 mm.
Pour couronner cette prouesse technique, le premier téléphone de la région reliait les installations de la cascade et de Bourganeuf, alors que l'utilisation commerciale du téléphone datait en France seulement de 1879. L'éclairage de Bourganeuf comportait alors 106 lampes : éclairage des rues, église, mairie, cafés.
Ainsi en 1889, Bourganeuf fut la première ville en France à utiliser une électricité produite à une distance relativement importante grâce à Marcel Deprez.

## Distinctions
- Officier de la Légion d'honneur en 1883 [6].
- Élu membre de l'Académie des sciences en 1886.